# 太古城碼頭
太古城碼頭（英語：Tai Koo Shing Ferry Pier）是昔日香港的一座渡輪碼頭，為一座躉船碼頭，位於香港島東區鰂魚涌的太古城，於1980年8月12日啟用。當時為舒緩當時太古城的交通需求，油麻地小輪開辦了2條往中環及九龍城的飛翔船航線，取代西灣河碼頭的服務。隨著東區走廊及港鐵港島綫的啟用，2條航線於1983年9月停航。